# Język oksapmin
Język oksapmin – język papuaski używany w prowincji Sandaun w Papui-Nowej Gwinei. Według danych z 1991 roku posługuje się nim 8 tys. osób.
Dzieli się na dwa główne dialekty: górny i dolny. W użyciu są również języki tok pisin i angielski. W oksapmin zaznaczyły się wpływy tok pisin.
Został zaliczony do rodziny transnowogwinejskiej, przy czym jego bliższe związki są niejasne. Elementy morfologii i formy zaimków sugerują pokrewieństwo z językami ok.
Występuje w nim system liczbowy oparty na liczbie 27.
Sporządzono słownik (1993, 2005, 2006) oraz opis jego gramatyki (2009) . Zapisywany alfabetem łacińskim.